# Sandro de América

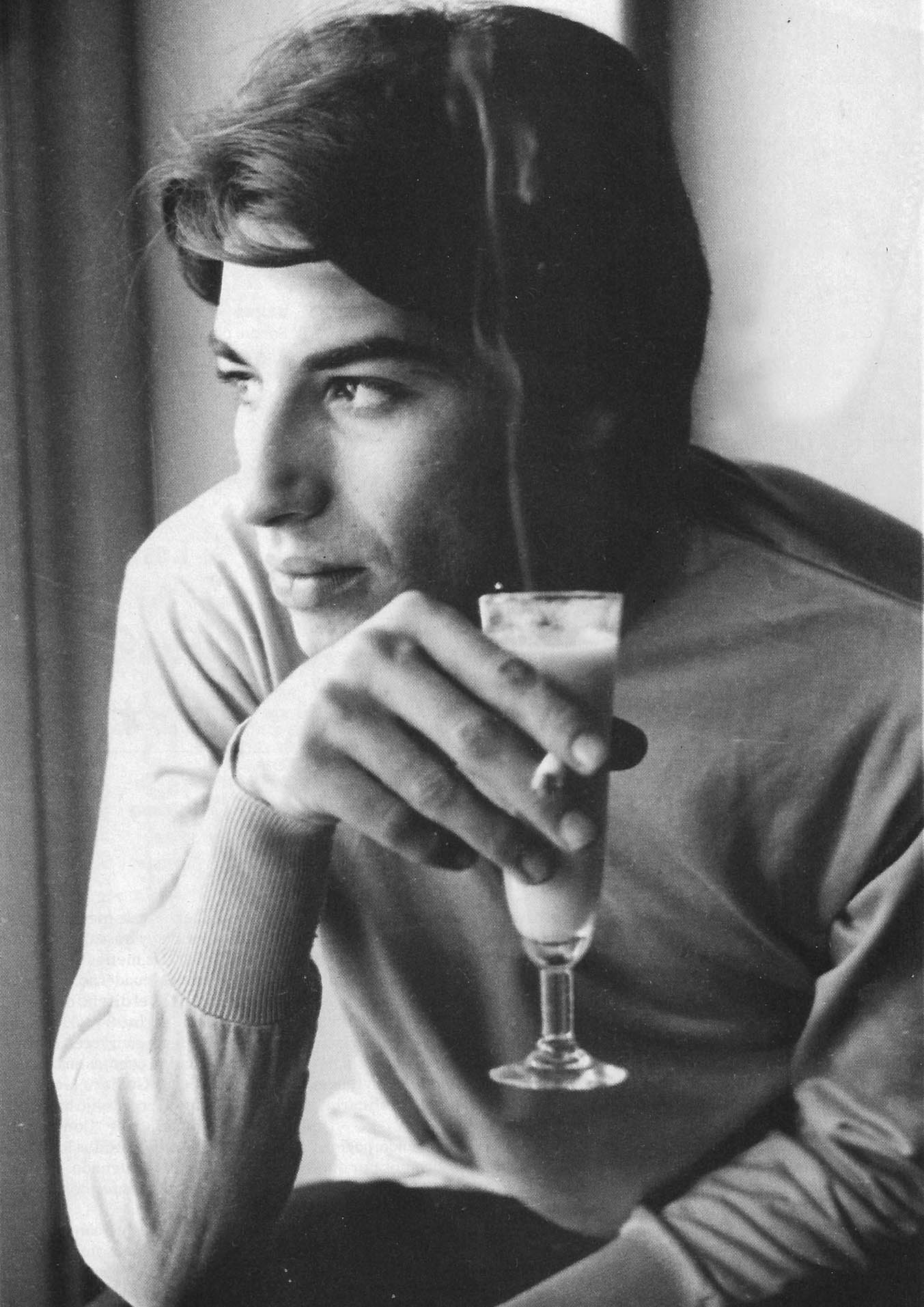

Roberto Sánchez, alias Sandro/Sandro de América en Gitano, (Buenos Aires, 19 augustus 1945 - Mendoza, 4 januari 2010) was een Argentijns zanger en acteur.
Sandro's grootvader was een in Rusland geboren Roma. Zelf begon hij in zijn jeugd met gitaarspelen in Romastijl. Hij werd zanger in de jaren 1960 als rocker in de stijl van Elvis Presley. Later zong hij ook andere genres en zocht hij een eigen stijl. Sandro speelde mee in verschillende films en telenovela's. Eind 2009 kreeg hij een hart- en longtransplantatie.

## Discografie
- Sandro y Los de fuego (1965)

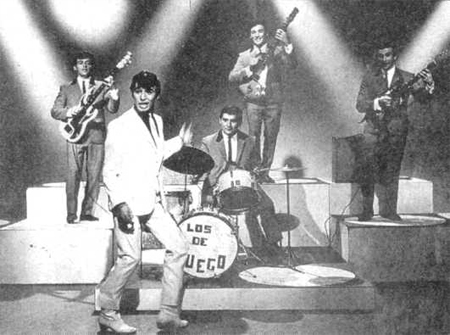
Sandro y Los de fuego, 1963

- Al calor de Sandro y Los de fuego (1965)
- El sorprendente mundo de Sandro (1966)
- Alma y fuego (1966)
- Beat latino (1967)
- Quiero llenarme de ti (Vibración y ritmo) (1968)
- Una muchacha y una guitarra (1968)
- La magia de Sandro (1969)
- Sandro de América (1969)
- Sandro (1969)
- Muchacho (1970)
- Sandro en New York (1970)
- Sandro espectacular (1971)
- Te espero... Sandro (1972)
- Sandro - Después de 10 años (1973)
- Sandro... siempre Sandro (1974)
- Tú me enloqueces (1975)
- Sandro live in Puerto Rico (1975)
- Sin título (1976)
- Sandro... un ídolo (1977)
- Querer como Dios manda (1978)
- Sandro (1978)
- Sandro (1979)
- Sandro (1981)
- Fue sin querer (1982)
- Vengo a ocupar mi lugar (1984)
- Sandro (1986)
- Sandro '88 (1988)
- Volviendo a casa (1990)
- Con gusto a mujer (1992)
- Clásico (1994)
- Historia viva (1996)
- Para mamá (2001)
- Mi vida, mi música (2003)
- Amor gitano (2004)
- Sandro en vivo (2005)
- Secretamente palabras de amor (Para escuchar en penumbras) (2006)
- Sandro hits (2009)

## Filmografie
- Convención de vagabundos (1965)
- Tacuara y Chamarro, pichones de hombre (1967)
- Quiero llenarme de ti (1969)
- La vida continúa (1969)
- Gitano (1970)
- Muchacho (1970)
- Siempre te amaré (1971)
- Embrujo de amor (1971)
- Destino de un capricho (1972)
- El deseo de vivir (1973)
- Operación Rosa Rosa (1974)
- Tú me enloqueces (1976)
- Subí que te llevo (1980)
- Fue sin querer (1980)